# Hermacha montana
Espèce
Hermacha montana est une espèce d'araignées mygalomorphes de la famille des Entypesidae.

## Distribution
Cette espèce est endémique du Cap-Occidental en Afrique du Sud,. Elle se rencontre dans les monts Cederberg.

## Description
Le mâle holotype mesure 12,91 mm et la femelle paratype 15,22 mm.

## Publication originale
- Ríos-Tamayo, Engelbrecht & Goloboff, 2021 : « A revision of the genus Hermacha Simon, 1889 (Mygalomorphae: Entypesidae), in southern Africa with revalidation of Hermachola Hewitt, 1915, and Brachytheliscus Pocock, 1902. » American Museum Novitates, no 3977, p. 1-80.